# براين شونكه
براين شونكه (بالإنجليزية: Brian Schwenke)‏ (و. 1991  م) هو لاعب كرة قدم أمريكية، من الولايات المتحدة، ولد في هاواي، يلعب كمركز ‏.

## التعليم
تعلم في Oceanside High School ‏.